# 시드케옹 남걀
시드케옹 남걀(Sidkeong Namgyal, 1819년 ~ 1874년)은 시킴 왕국의 제8대 군주(재위: 1863년 ~ 1874년)이다. 추드푸드 남걀의 아들이자 투토브 남걀의 이복형제이다.
| 전임 추드푸드 남걀 | 제8대 시킴 왕국의 군주 1863년 ~ 1874년 | 후임 투토브 남걀 |